# چه کسی در دریا مین کاشت؟

چاپ اول - انتشارات عینودی،روی جلد جزئیاتی از باغ لذت های زمینی بوش را نشان می دهد

چه کسی در دریا مین کاشت؟ ترجمه یازده داستان کوتاه از مجموعه‌ای شامل سی داستان کوتاه نوشته ایتالو کالوینو است که اولین بار در سال ۱۹۴۹ میلادی با نام اصلی کلاغ آخر همه می‌رسد (به ایتالیایی: Ultimo viene il corvo) چاپ شد.
در ایران به سال ۱۳۸۷ خورشیدی توسط انتشارات کتاب خورشید به ترجمه اعظم رسولی به چاپ رسید. ضمن این که نام یکی از داستان‌های مجموعه نیز هست.

## زمینه
کالوینو در نگارش این داستان‌ها، از تجربه خود در مبارزاتش در تشکیلات کمونیستی بریگاد گاریبالدی در آخرین ماه‌های جنگ جهانی دوم الهام گرفته است.
بیشتر داستان‌های این مجموعه به مشکلات اجتماعی و اقتصادی ایتالیا دوران جنگ جهانی دوم می‌پردازد و مصایبی ناشی از جنگ را، که گاه یک نیاز ساده را به چالشی بزرگ و حیاتی بدل می‌کند، به تصویر می‌کشد.
بخشی از این داستان‌ها هم حاوی مشاهدات تیزبینانه‌ای از جامعه پساجنگ ایتالیا است. با این که این مجموعه، بیشتر به سبک نوواقع‌گرایی نگاشته شده، اما نویسنده عناصر و مشخصه‌هایی تخیلی و افسانه‌وار را هم، که در کارهای فانتزی بعدی‌اش می‌توان یافت، در آن‌ها به کار بسته است.

## فهرست داستان‌ها
- سپیده‌دم بر شاخه‌های برهنه
- از پدر به پسر
- خانه کندوها
- هم‌خونی
- در یک هتل به انتظار مرگ
- اضطراب در پادگان
- گرسنگی در بوروا
- دیدار در غذاخوری
- آرزو در ماه نوامبر
- اعدام یک قاضی
- چه کسی در دریا مین کاشت؟